# Sociedad Deportivo Quito
La Sociedad Deportivo Quito és un club de futbol, equatorià de la ciutat de Quito.

## Història
El club va ser fundat el 9 de juliol de 1940 amb el nom de Sociedad Deportiva Argentina, canviat el 1955 per Sociedad Deportivo Quito, després d'una disposició consistent en què cap club dugués el nom d'un país. Foren adoptats els colors distintius de la ciutat, el vermell i el blau.

## Palmarès
- Campionat equatorià de futbol:[1]
  - 1964, 1968, 2008,2009
- Campionat Interandinos:[2]
  - 1955, 1956, 1957, 1963
- Campionat de Pichincha:[3]
  - 1950, com Argentina